# Enric VI de Reuss-Obergreiz
Enric VI de Reuss-Obergreiz (en alemany Heinrich VI von Reuss-Obergreiz) va néixer a Greiz (Alemanya) el 7 d'agost de 1649 i va morir la ciutat hongaresa de Szeged l'11 d'octubre de 1697. Era un noble alemany, fill del comte Enric I (1627-1681) i de Magdalena Sibil·la de Kirchberg (1624-1667).
Va ser educat primer a la Cort d'Altenburg, durant dos anys i després a la Universitat de Ginebra, on es va interessar especialment en el camp de les ciències. Però finalment es traslladà a Lió on encetà la seva formació militar. El 1673 es posà al servei de l'Elector de Brandenburg com a capità de regiment. I tot seguit esdevingué camarlenc de l'Elector Frederic Guillem.
Més tard es va traslladar a Brussel·les i es va incorporar al servei de l'exèrcit espanyol, primer i del príncep Guillem d'Orange després. El seu regiment d'infanteria va ser traslladat a Lüzau, i va participar en la batalla de Maastricht, on el seu batalló va ser derrotat i desfet, i ell mateix ferit greument d'una bala de fusell al cap. Així, es va veure obligat a renunciar a la carrera militar i tornar a Greiz, a la primavera de 1677.
El 1679 Cristià Ernest de Brandenburg-Bayreuth el va nomenar membre del seu Consell Privat. Dos anys després era Joan Jordi III de Saxònia qui el nomenava camarlenc i de nou capità d'un regiment de cavalleria. El 1683 l'emperador Leopoldo I es va involucrar en una guerra amb els turcs, els quals van avançar amb tanta rapidesa que van arribar a Viena, sense trobar gaire resistència. La ciutat es va defensar valentament en un setge que durà dos mesos. Enric VI, com a general de divisió va participar activament i amb èxit en l'alliberament de la capital autríaca.
Després de la mort de Joan Jorge III de Saxònia, Enric VI volia retirar-se de la vida militar, però el fill i successor, Joan Jordi IV, el va enviar com a ambaixador davant del rei Guillem III d'Anglaterra. De nou com a comandant de l'exèrcit de Saxònia, el 1694, a les ordres del nou elector Frederic August va participar amb èxit en noves campanyes militars on va palesar la seva vàlua com a estrateg.
El 1695, va participar en una nova guerra contra els turcs, a Hongria, com a comandant en cap de les tropes imperials, i va participar en la batala de Timisoara, tot i que llavors Enric VI ja patia de gota. Dos anys després va participar heroicament en la batalla de Zenta contra els turcs. Tot i ser ferit, es va mantenir el capdavant de les tropes, fins que també el seu cavall fou abatut. Traslladat a Szeged, on se li van practicar diverses operacions, va morir a causa de les nombroses ferides.

## Matrimoni i fills
El 29 de juliol de 1674 es va casar amb la vídua de l'últim baró de Biberstein, Juliana Amàlia (1636-1688), filla d'Enric V de Reuss-Untergreiz, amb qui va tenir una filla, Ferrandina Carlota (1675-1723).
El 3 de maig de 1691 es va casar a Leipzig amb Enriqueta Amàlia de Friesen (1668-1732), filla d'Enric III de Friesen (1610-1680) i de Maria Margarida de Lutzelburg (1632-1689). D'aquest matrimoni en nasqueren tres fills: 
- Enric I (1693-1714)
- Joana Margarida (1695-1766)
- Enric II (1696-1722), casat amb Carlota Sofia de Bothmer (1697-1748).